# Chalcis in Graecia
Chalcis in Graecia (łac. Diœcesis Chalcidensis in Græcia) – stolica historycznej diecezji w Cesarstwie Bizantyńskim, współcześnie w Grecji. Pierwszym wzmiankowanym biskupem tej diecezji był Anatoliusz (IV w.). Od XX w. katolickie biskupstwo tytularne, od 1966 bez biskupa.

## Biskupi tytularni
| Lp. | Biskup                    | Od                  | Do                   |
| --- | ------------------------- | ------------------- | -------------------- |
| 1   | Carlo Pietropaoli         | 29 kwietnia 1913    | 29 czerwca 1922      |
| 2   | Johannes Baptiste Fallize | 9 października 1922 | 23 października 1933 |
| 3   | Gallus Steiger OSB        | 11 grudnia 1933     | 26 listopada 1966    |